# Lygropia calanticalis
Lygropia calanticalis là một loài bướm đêm trong họ Crambidae.